# ジョゼフ・ボナパルト治世下のスペイン

スペイン王国
Royaume d’Espagne (フランス語)
Reino de España (スペイン語)

国の標語: Plus Ultra（ラテン語）
更なる前進国歌: Marcha Real（スペイン語）
国王行進曲

  戦争中、国王ジョゼフ・ボナパルトが支配した領域  パリに従属する軍事政権（1810年以降）：ビスカヤ、ナバラ、アラゴン  パリに従属するカタルーニャの軍事政権（1810年以降）／フランス帝国に配合された領土（1812年以降）  スペイン領アメリカ以外にジョゼフ・ボナパルト政権が支配したことのない領土：カナリア諸島、カディス、セウタ、メリリャ、カルタヘナ、アリカンテ、バレアレス諸島

ジョゼフ・ボナパルト治世下のスペイン（ジョゼフ・ボナパルトちせいかのスペイン、スペイン語: Reinado de José I de España）またはエスパーニャ・ナポレオニカ（スペイン語: España napoleónica）は、半島戦争の間（1808年 - 1813年）、フランス軍に国土の一部を占領され、ジョゼフ・ボナパルト（ホセ1世）を国王に戴いたスペイン王国を指す。この間のスペインはフランス帝国の従属国とみなされている。
フランスによる占領への抵抗を続けるスペイン人はフェルナンド7世への忠誠を保ち、イギリスやポルトガルと連合してナポレオン軍をスペインから撃退しようとした。サラマンカとビトリアにおける連合軍の勝利によりジョゼフ政権の崩壊とナポレオン軍の敗走は決定的となり、ヴァランセ条約によりフェルナンド7世が正統なスペイン国王と認められた。

## 背景：フランスとの同盟から半島戦争まで

### カルロス4世とフェルナンド7世の退位
1796年の第二次サン・イルデフォンソ条約の締結以来、スペインはフランスと同盟してイギリスに対抗していた。しかし、1805年のトラファルガーの海戦でフランス・スペイン連合艦隊がイギリス艦隊に敗れて以降、同盟関係に亀裂が現れ始め、第四次対仏大同盟戦争が勃発するとスペインは南方からフランスに侵攻する準備をした。1806年、スペインはプロイセンが勝利すれば侵攻する用意ができていたが、イエナ・アウエルシュタットの戦いでナポレオンがプロイセン軍に圧勝したため手を引いた。しかし、スペインはトラファルガーで艦隊を喪失したことや大陸封鎖への参加を強制されたことの恨みを忘れなかった。とはいえ、両同盟国は、長年イギリスとの通商・同盟関係にあり大陸封鎖への参加も拒否したポルトガルの分断には同意した。ナポレオンは、スペインの経済・行政の壊滅的状態や政治的脆弱性を十分認識し、同盟国としての価値は小さいと信じるに至った。そして、ポルトガル侵攻のためにスペイン国内にフランス軍を配備することを強く主張したが、配備が済むと、ポルトガルへ進軍する兆しを何も見せないままスペイン国内へフランス軍を増派し続けた。スペインの土を踏むフランス軍の駐留はスペインでは非常に評判が悪く、1808年3月にアランフエス暴動とカルロス4世の退位という結果をもたらした。

### ジョゼフ・ボナパルトの即位
カルロス4世は、スペインに約10万の兵隊を駐留させていたナポレオンが、自らの復位に協力してくれることを望んでいた。しかし、ナポレオンはカルロス4世の復位への協力することも、王子のフェルナンド7世を新国王として承認することも拒否した。引き換えに、カルロス4世とフェルナンド7世をフランスのバイヨンヌに呼び出し、王位に係る権利をナポレオン自身に譲らせ（バイヨンヌの譲位）、自らの兄ジョゼフ・ボナパルトをスペイン王位に就けることに成功した。同時に、スペイン駐在フランス軍最高司令官のジョアシャン・ミュラ元帥は、フォンテーヌブロー条約に基づきフランス軍をスペインへ招き入れた前宰相マヌエル・デ・ゴドイが、アランフエス暴動を引き起こした責任を問われて拘束されていることを受け、彼の釈放を要求した。スペイン政府がミュラの圧力に屈したことは、民衆の怒りを招いた。1808年5月2日、ミュラの命令でカルロス4世の末子であるフランシスコ・デ・パウラ王子をフランスへ出発させると、マドリード市街で大規模な反乱が勃発した。
カルロス4世時代のスペイン中央政府主要機関であったカスティーリャ枢密院は、もはやナポレオンの支配下にあった。しかし、フランスの支配に対する民衆の怒りから、フランスの直接的占領下にある人口集中地以外では権威を急速に失った。こうした占領に反抗して、アラゴンやアストゥリアス公領などスペイン各地で旧地方統治機関が再建された。他方、力を合わせてフランス帝国軍との闘争を指揮するため、フンタ（junta, 評議会）が創設された。各地方のフンタが行動をまとめ、これらを監督するため地域のフンタが結成された。そして、1808年9月25日、唯一の最高中央評議会がアランフエスに置かれ、事実上、全スペインの抵抗政府としての機能を果たした。

### フランスの占領
ミュラは、二つの軍団を派遣してフェルナンド7世支持派の抵抗運動を包囲攻撃するという征服計画を立てた。一方の軍団はマドリード・ビトリア間の経路の安全を確保し、サラゴサ、ジローナ、バレンシアを包囲攻撃した。もう一方は南方のアンダルシアに派遣され、コルドバで略奪を働いた。カディスに向かうという計画通りにはいかず、デュポン将軍はマドリードまで撤退するように命じられたが、1808年7月22日にバイレンでカスターニョス将軍に敗れた。この勝利は他のヨーロッパ諸国の対仏抵抗運動をも勇気づけた。この戦いの後、ジョゼフはマドリードからビトリアに避難した。1808年秋、ナポレオンは自らスペイン入りし、12月2日にマドリード入りしてジョゼフを首都に呼び戻した。この間、イギリス軍はポルトガルからスペインに入ったが、ガリシアまで撤退することを余儀なくされた。1810年初頭、ナポレオンの攻勢はリスボン付近に及んだが、防備を固められたトレス・ヴェドラス線を突破することはできなかった。

## ジョゼフ・ボナパルトの治世

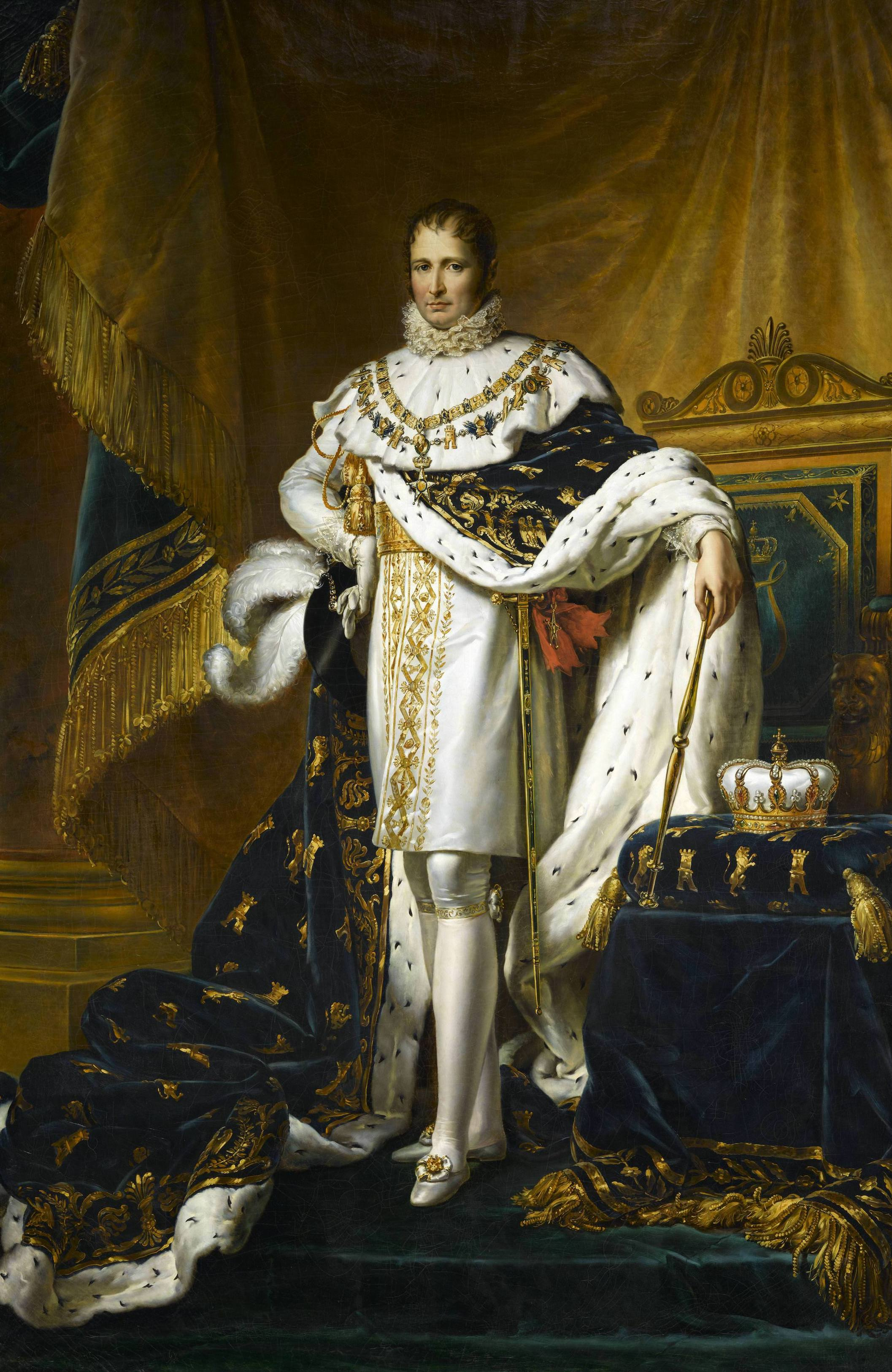
ジョゼフ・ボナパルト（ホセ1世）

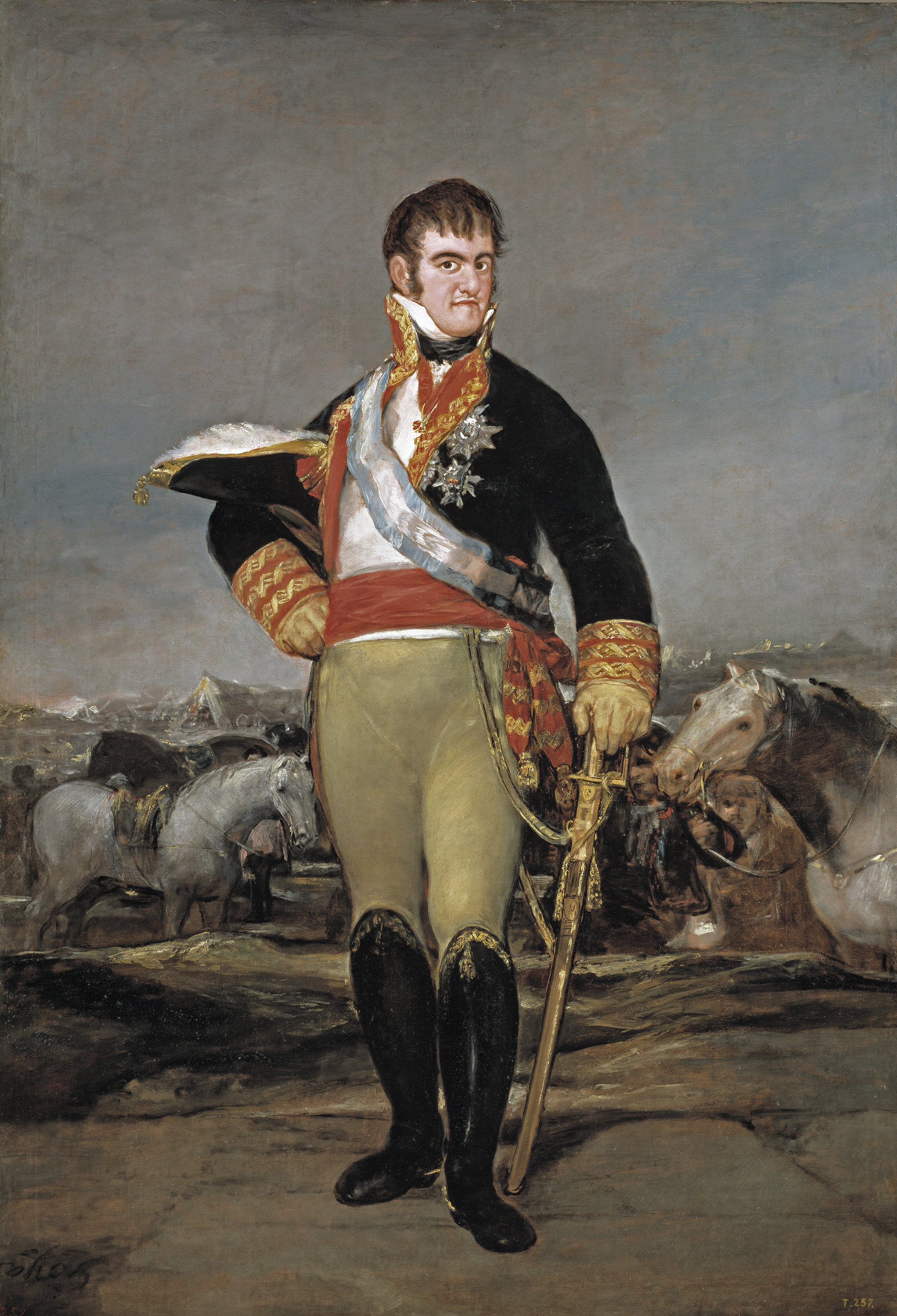
フェルナンド7世

ジョゼフ政権はバイヨンヌ憲法をその法的基盤とした。
フェルナンド7世は、1808年5月、バイヨンヌを去ると、各機関がフランス当局と協力するよう求めた。1808年6月15日、ナポレオンの兄のジョゼフ・ボナパルトが国王とされた。カスティーリャ枢密院がバイヨンヌで開かれたが、総員150名のうち65名しか出席しなかった。枢密院はジョゼフ・ボナパルトへの譲位を承認し、ナポレオンの下で起草された憲法の法文のほか若干の修正をもって採択した。出席者の多くは愛国心と新国王への協力が矛盾するものとは受け止めていなかった。また、外来の王朝がスペイン王位を継承したのはこれが初めてではなく、ブルボン（ボルボーン）朝も、18世紀初頭にハプスブルク（アプスブルゴ）朝最後のカルロス2世が嗣子なく死去した後、フランスからスペインへ来た王朝であった。
ナポレオンもジョゼフも、新国王擁立が生むであろう反対の度合いを少なく見積もっていた。1806年にジョゼフをナポリ国王につけ、その他の親族の支配地として1806年にホラント王国、1807年にヴェストファーレン王国を建国することに成功していたため、これが政治的ひいては軍事的な惨事を生んだことは意外な結果であった。
ジョゼフ・ボナパルトは1808年7月7日にバイヨンヌ憲法を発布した。同憲法は議会に集まった国民による主権の行使の結果ではなく、一種の勅令であったため、法文にもあるように欽定憲法とされた。法文は、ボナパルト朝の理想に沿って改革の精神が刻み込まれたが、旧体制下のエリート層の支持を得るためにスペインの文化にも適合したものになった。カトリックが国教と認められ、これ以外の宗教活動が禁じられた。政教分離は明記されなかったが、司法権の独立が明記された。執行権は国王以下諸大臣に属するとされた。コルテスは、旧体制に倣い、聖職者・貴族・平民の三身分で構成するとされた。予算に関する場合を除き、その立法権は王権の関与を受けるとされた。実際、国王は3年毎の議会召集を義務付けられただけであった。課税の平等、特権の廃止、スペインとイスパノアメリカの市民間の同権が示唆されたが、市民の法的平等は明記されなかった。同憲法は商工業の自由、商業特権の廃止、国内関税の撤廃も認めた。
同憲法はコルテス・ヘネラレス（Cortes Generales）という諮問機関を置き、王族男子と聖職者・貴族出身の勅任議員24名からなる元老院と、聖職者・貴族身分の代表者からなる立法議会をもってこれを構成した。同憲法の樹立した権威主義体制は拷問の廃止などの啓蒙政策も含んでいたが、異端審問は温存した。
スペイン人の反乱は、1808年7月16日から19日にかけてのバイレンの戦いにおけるフランスの敗北、ジョゼフとフランス軍最高司令部のマドリード撤退、スペインの大部分の放棄という結果をもたらした。
ビトリア滞在中、ジョゼフ・ボナパルトは、国務会議という諮問機関の創設を含め、国家機関を整理する重要な措置をとった。国王は政府を任命し、その首脳陣は啓蒙的グループを形成して改革計画を採用した。反仏政策をとがめられていたカスティーリャ枢密院のこともあり、異端審問は廃止された。封建的諸権利の廃止、教団の削減、国内関税の廃止も布告された。
この時代には商業・農業の自由化施策やマドリードでの証券取引市場の創設が見られた。国務会議は地方区分を38県とすることに取り組んだ。
ジョゼフ・ボナパルトに反抗する民衆暴動が広がるにつれ、初めはボナパルト朝に協力してきた多くの者が造反した。しかし、アフランセサード（afrancesado, 親仏派）と呼ばれるスペイン人も数多く残っており、ジョゼフ政権を助長し、スペイン独立戦争に内戦としての性格を与える存在となった。アフランセサードは啓蒙専制主義の申し子を自認し、ボナパルト朝の到来を国の近代化の好機ととらえていた。多くはカルロス4世治世下の政府の構成員であり、例えば元財務責任者のフランソワ・カバリュス、1808年11月から1811年4月にかけて国務長官を務めたマリアーノ・ルイス・デ・ウルキホがいた。もっとも、劇作家のレアンドロ・フェルナンデス・デ・モラティンのような文筆家、フアン・アントニオ・リョレンテのような学者、数学者のアルベルト・リスタ、フェルナンド・ソルのような作曲家等々もいた。
戦時中、ジョゼフ・ボナパルトはスペイン王権を最大限発揮し、弟のナポレオンの意に反して自治権の維持を図った。この点に関して、多くのアフランセサードは国の独立を維持する唯一の方法は新王朝に協力することであって、反仏抵抗運動をすればするほど、フランス帝国軍に対するスペインの従属と戦争の必要が増すだけだと考えた。実際、ジョゼフの支配地域では旧体制に代わって近代的国家行政・機関が敷かれたが、常態的な戦争状態によりフランス元帥の権力が強化され、市民権の行使がほとんど許されなくなるなど、独立戦争が裏目に出ていた。
フランス軍の敗北によりジョゼフは三度にわたりマドリードを離れざるを得なくなった。一度目はバイレンの戦いの後の1808年7月からフランスによる首都奪還の11月まで、二度目は1812年8月12日から11月2日までのイギリス・ポルトガル連合軍の首都占領期間、最後は1813年5月で、国王はビトリアの戦いの後の1813年6月にスペインを去り、啓蒙専制主義の失敗劇に終止符が打たれた。ジョゼフの支持者の多く（約1万から1万2千人）は戦後敗走するフランス軍とともにフランスへ亡命し、その財産は没収された。ジョゼフは退位した。

### 退位後
ジョゼフはフランスで過ごした後に渡米した（そこでスペインで手に入れた宝石類を売った）。そして、1817年から1832年までそこに住み、初めにニューヨークとフィラデルフィアに居を構えたところ、その家は在外フランス人の活動の中心地となった。
ジョゼフ・ボナパルトはヨーロッパに帰り、イタリアのフィレンツェで死去してパリのアンヴァリッドに埋葬された。

## 第二のスペイン政府 - カディス・コルテス

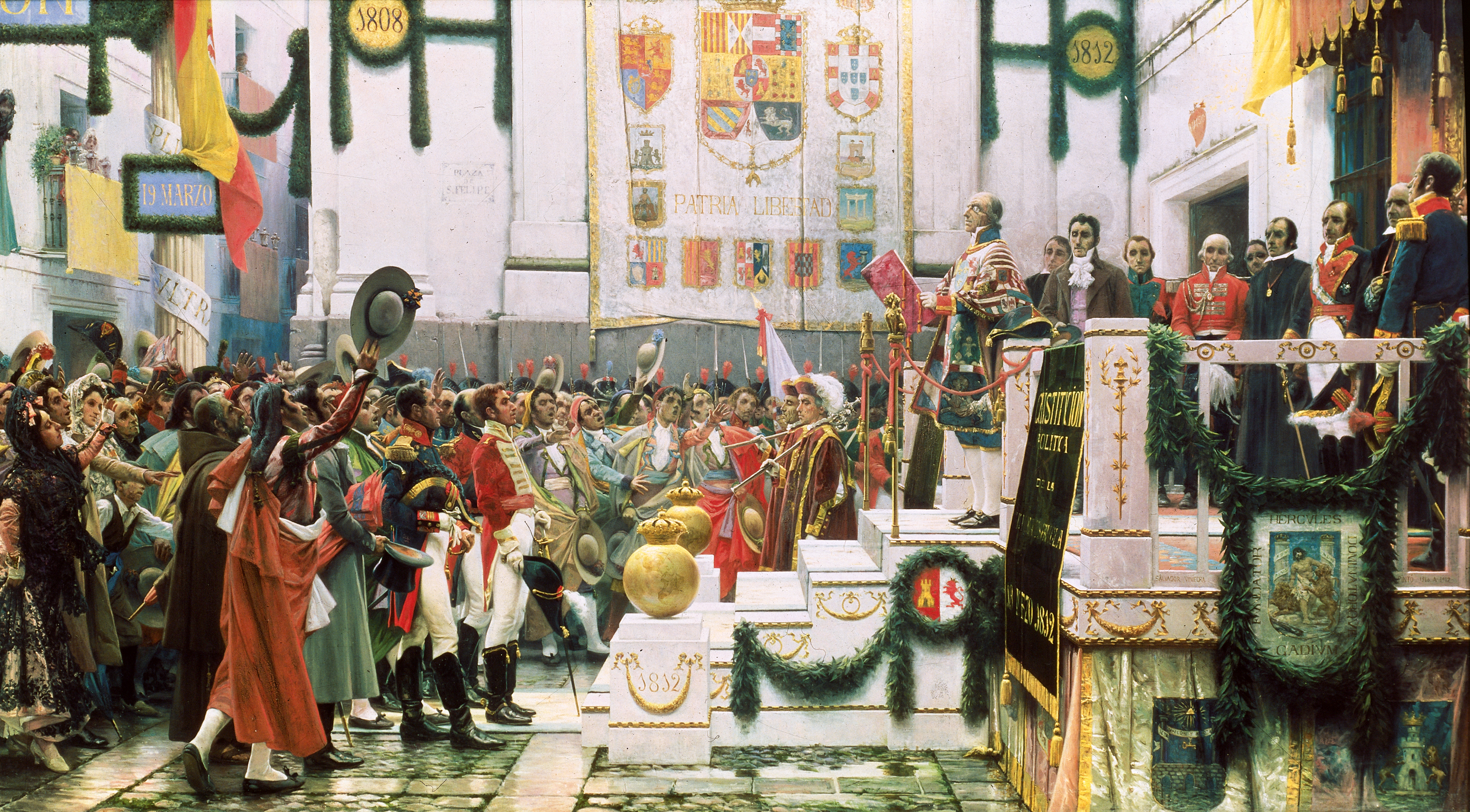
カディス・コルテス

1810年、カディス・コルテスが創設され、亡命政府として機能した。最高中央評議会がフランスの進軍を逃れてセビリアからカディスへと移り（カディスは1810年2月5日から1812年8月24日にかけて包囲戦にさらされていたが、一度も占領されなかった）、その議員が解散して摂政会議へと権限を委譲し、5名の摂政がカディス・コルテスを召集した。コルテスは各身分の代表機関であったが、スペイン本土でもイスパノアメリカ植民地でも順次選挙を行うことはかなわず、それゆえに地域の利益を代表する身分の乏しい議会であった。

### 1812年憲法
コルテスは1810年9月にレオン島で開会した。コルテスは97名の代議士からなり（うち47名はカディスの抵抗運動からの代理）、スペイン国民を代表することを表明する布告を可決し、国民主権に立脚した一般・特別のコルテスの中で適法に構成されたことを宣言した。
ここで制定された憲法は長く続かなかった。1814年3月24日、フェルナンド7世はスペインへ帰国後6週間で憲法を廃止し、その他一切の記念物を取り壊した。

## 連合軍の勝利
1813年3月、イギリス・スペイン連合軍の脅威が迫り、ジョゼフは首都を離れ、連合軍の攻勢は激化して6月のビトリアの戦いに至った。フランス軍は1813年9月のサン・セバスティアン包囲戦の終結後、ついにスペインを追われ、もはや反撃の余地を失った。1813年12月、ヴァランセ条約によりフェルナンド7世が復位した。